# Worldwar: In the Balance
Worldwar: In the Balance (Războiul Mondial: În echilibru) este un roman științifico-fantastic de istorie alternativă din 1994 de Harry Turtledove publicat de editura Del Rey. Este primul roman al tetralogiei Worldwar (Războiul Mondial), precum și prima parte din seria extinsă Worldwar care include și trilogia Colonization (Colonizare) și romanul Homeward Bound (În drum spre casă). Complotul începe la sfârșitul anului 1941, în timp ce Pământul este sfâșiat de al Doilea Război Mondial. O flotă extraterestră sosește pentru a cuceri planeta, forțând națiunile aflate în război să facă alianțe neplăcute împotriva invadatorilor. Între timp, extratereștrii, care se referă la ei înșiși ca The Race (Rasa), descoperă că inamicul lor (omenirea) este mult mai feroce și mai avansat tehnologic decât se aștepta.

## Prezentare
După sosirea în sistemul solar al Pământului, personalul esențial al Flotei de Cucerire este trezit din somnul rece după o călătorie de 20 de ani de la Tau Ceti II. Fleetlord (Conducătorul flotei) Atvar, ocupat cu pregătirile finale pentru invazia Pământului, se așteaptă la o victorie rapidă asupra ființelor primitive care populează planeta. El este întrerupt de un ofițer de comunicații, care raportează că a detectat emisii radio de pe Pământ. Atvar refuză să creadă raportul, deoarece cele mai recente informații, adunate de o sondă a Rasei care a vizitat Pământul în secolul al XII-lea d.Hr., a indicat faptul că locuitorii sunt o specie preindustrială.
Flota de Cucerire ajunge pe orbita Pământului în decembrie 1941 și începe supravegherea planetei. Rasa este șocată să constate că în decursul a numai 800 de ani, locuitorii au trecut de la o societate agricolă primitivă la o civilizație industrială. Tehnologia Rasei nu s-a schimbat mai deloc în ultimii peste 50.000 de ani, iar alte specii inteligente pe care le-au cunoscut au evoluat la fel de lent.
După șase luni de recunoaștere și strângere de informații, Atvar se consultă în mai 1942 cu Căpitanii (Shiplords) Flotei de Cucerire. Trupele au fost trezite din somnul rece și sunt pregătite să înceapă operațiunile militare. Cu toate acestea, Atvar poate anula invazia pe baza ultimelor rapoarte. Nedorind să anuleze atacul și să înfrunte Împăratul înapoi pe planeta Acasă, Atvar ordonă să înceapă asaltul. (Se poate presupune că noi trăim într-o linie temporală alternativă în care Atvar a anulat atacul și flota de cucerire a plecat și astfel nimeni de pe Pământ nu știe că a fost acolo.)
Curând, Rasa detonează mai multe bombe atomice deasupra atmosferei Pământului în încercarea de a întrerupe comunicațiile umane, iar atacul începe.
În noaptea de 30 mai, la doar câteva ore după detonarea bombelor nucleare, forțele Rasei atacă avioanele umane și vehiculele terestre în și în jurul zonelor de aterizare desemnate. Odată ce locurile sunt securizate, navele de transport încep să aterizeze și să descarce forțe de infanterie. Rasa fondează simultan baze pe fiecare continent, cu excepția Antarcticii.
America Latină și Africa sunt invadate aproape imediat, Mexicul fiind singurul care rezistă invadatorilor, dar cade după o săptămână de lupte aprige. Bazele de aterizare din Florida, Illinois, Idaho și statul New York provoacă panică larg răspândită și haos în Statele Unite. Forțele Rasei fondează baze în Polonia, eliminând Germania nazistă și cea mai mare parte a forțelor sale din Uniunea Sovietică și ducând la o retragere masivă a Germaniei spre vest. Forțele aeriene ale Regatului Unit sunt lovite de bazele extraterestre din Spania franchistă și Franța ocupată. Uniunea Sovietică se regrupează în Ucraina, Mongolia Exterioară și Siberia. Peste tot, omenirea dă înapoi și pierde în fața unui inamic aparent de neoprit.
Ostilitățile dintre Puterile Axei și Aliați se încheie aproape imediat ca rezultat al necesității militare de apărare a planetei, mai degrabă ca un semn de cooperare autentică. Realitatea tulburătoare a noului echilibru de putere este subliniată de faptul că, în primele zile ale luptei, numai Germania a fost capabilă să lupte cu extratereștrii cu un oarecare succes. Acest lucru este firesc, deoarece Germania a fost în război mai mult decât celelalte mari puteri și are o economie special orientată spre război. Cu toate acestea, americanilor nu le surâde ideea de a lupta de aceeași parte cu Hitler, în timp ce sovieticii nu sunt chiar atât de siguri că în germani se poate avea încredere, chiar și în fața unei invazii extraterestre.
După atacul inițial, trupele Rasei ajung într-un impas virtual. Nu atât rezistența umană este cea care îi împiedică să avanseze la fel de mult, cât tendința Rasei de a-și delibera constant opțiunile înainte de a acționa. Omenirea profită de răgazul oferit pentru a declanșa contraatacuri localizate, aproape toate fără succes. În acest proces, omenirea constată că Rasei îi lipsește inițiativa tactică de luptă și că poate fi ademenită cu ușurință în capcane. Cu toate acestea, tehnologia sa avansată face dificilă exploatarea acestei slăbiciuni. De asemenea, Rasa descoperă că detonările sale atomice orbitale au avut un efect redus sau inexistent asupra armatelor umane. S-a gândit că pulsul electromagnetic rezultat ar scurtcircuita orice tehnologie avansată a oamenilor, dar în curând își dau seama că oamenii nu dețin încă cipuri de computer cu siliciu. Majoritatea aparatelor electronice umane, cum ar fi radiourile, folosesc tuburi cu vid, care sunt mai puțin eficiente, dar și mai rezistente la interferențe electromagnetice.
Hitler profită de scurta acalmie a luptei dintr-o unitate de artilerie din Ucraina pentru a ataca o bază extraterestră folosind tunuri de cale ferată. Bateria germană reușește să distrugă două dintre navele Rasei (Al 67-lea Împărat Sohrheb și Al 56-lea Împărat Jossano), inclusiv pe cea care transportă cea mai mare parte a stocului atomic al Flotei de Cucerire. Explozia rezultată aruncă bucăți de plutoniu pe pământ. Partizanii sovietici observă grija cu care Rasa adună metalul ciudat.
În altă parte în Ucraina, maiorul Heinrich Jäger reușește să distrugă unul dintre crucișătoarele de infanterie ale Rasei și un transportor de trupe, iar o altă unitate de panzere și infanterie distrug un al doilea crucișător de infanterie, dar cu prețul distrugerii sale totale. Supraviețuind bătăliei, Jäger este găsit de locotenentul Ludmila Gorbunova, care îl duce înapoi pe aerodromul în care este staționată. De acolo, Jäger este trimis la Moscova unde petrece câteva săptămâni ca oaspete al guvernului sovietic, nu ca prizonier de război oficial sau aliat. În cele din urmă, i se cere să participe la o operațiune comună germano-sovietică în Ucraina, care are ca scop recuperarea unor părți din plutoniu.
Banda ad-hoc de partizani sovietici și soldați germani, însărcinată cu această misiune, reușește să deturneze un transport de plutoniu. În conformitate cu aranjamentele negociate, încărcătura este împărțită în două și merg pe drumuri separate. Jäger primește un cal și este forțat să traverseze stepa ucraineană și Polonia ocupată de inamici pentru a ajunge în Germania cu metalul prețios. Undeva între orașele Cernobîl și Hrubieszów, Jäger este prins în ambuscadă de partizani evrei. Deși sunt aliați nominali ai Rasei, evreii recunosc amenințarea pe care extratereștrii o reprezintă pentru omenire. Ei iau jumătate din plutoniul aflat în posesia lui Jäger și îl lasă să se întoarcă în Germania cu cealaltă jumătate. Partizanii evrei trimit plutoniul lor în Anglia, unde este ulterior expediat în Statele Unite.
La sosirea sa în Germania, Jäger este promovat la gradul de colonel și i se acordă Crucea Germană de Aur la o ceremonie desfășurată la Berchtesgaden, stațiunea bavareză a lui Hitler. În timp ce Jäger se bucură de un concediu binemeritat acolo, Veaceslav Molotov sosește pentru a se consulta cu Hitler cu privire la desfășurarea războiului. Ambasadorul sovietic este transportat cu avionul în Bavaria de către locotenentul Gorbunova, spre surprinderea lui Jäger. Jäger și Gorbunova se împrietenesc și mai mult în timpul scurt petrecut împreună.
În încercarea de a zdrobi rezistența umană, Atvar ordonă folosirea armelor atomice asupra capitalelor Washington, DC și Berlin, sperând să-i convingă pe americani și pe germani să se predea. Berlinul este lovit primul, în primul rând ca răzbunare pentru distrugerea navelor Rasei în Ucraina. Atvar regretă acest lcuru, mai ales că Pământul are mult mai puțin teren uscat decât mare, dar consideră că demonstrarea puterii este necesară, deoarece Germania are cea mai puternică armată umană. Rasa este mai puțin consternată de atacul asupra Washingtonului, DC, deoarece este un centru administrativ și de comunicații, cu puține resurse industriale și comerciale. Mai mult, Atvar raționalizează că cea mai mare parte a precipitațiilor radioactive vor cădea inofensiv în Atlantic. În loc să șubrezească voința umană de a rezista, atacurile inspiră ambele națiuni să lupte și mai mult și să accelereze producția propriilor arme atomice.
Între timp, în Statele Unite, Jens Larssen este forțat să călătorească la White Sulphur Springs, Virginia de Vest, unde guvernul SUA a înființat o capitală temporară după bombardamentul de la Washington, DC. Larssen îl avertizează pe șeful Statului Major al Armatei, generalul George C. Marshall, că armata SUA trebuie să apere Chicago cu orice preț, deoarece laboratorul metalurgic staționat la Universitatea din Chicago lucrează contratimp pentru a dezvolta o armă atomică, care ar putea fi singura șansă a umanității pentru a învinge Rasa. Marshall îl asigură pe Larssen că menținerea Chicago este o componentă cheie a strategiei armatei. Mulțumit, Larssen se întoarce la universitate.
La întoarcere, Larssen constată că Rasa a cucerit cea mai mare parte din Ohio și Indiana. El își croiește cu grijă drum prin și în jurul liniilor inamice. El petrece câteva săptămâni într-unul dintre lagărele de prizonieri al Rasei, dar reușește să-i convingă că nu este o amenințare pentru ei. Găsit de trupele americane, Larssen explică că este un fizician cu afaceri guvernamentale importante. După mai multe interogatorii, lui Larssen i se acordă o audiență cu generalul George S. Patton, care explică că în prezent este planificată o operațiune militară majoră pentru a ține Rasa departe de Chicago. Deoarece este atât de valoros pentru efortul de război și din cauza pericolelor implicate, Patton refuză să-i permită lui Larssen să meargă la Chicago înainte ca americanii să asigure orașul.
Pe măsură ce începe iarna anului 1942, atacurile Rasei încep să-și piardă din putere. Este complet nepregătită pentru perioada de iarnă cu care se confruntă pe Pământ. Pe planeta lor natală, zăpada este extraordinar de rară în afara laboratorului, iar mare parte din planeta lor este deșert nisipos. De îndată ce primul viscol lovește Illinoisul, câteva avioane americane, într-o ultima lovitură disperată, se apropie de pozițiile Rasei din vestul Indianei și sudul Wisconsinului. Urmează trageri masive de artilerie. În cele din urmă, unitățile de infanterie și tancuri americane, sub conducerea lui Patton în est și a generalului Omar Bradley în nord, se îndreaptă către obiectivul lor, Bloomington, Illinois. Deși avioanele M4 Sherman și P-51 Mustang nu pot concura cu navele ucigașe ale Rasei, forțele extraterestre sunt copleșite numeric și de vremea atât de inospitalieră încât sunt obligați să se retragă. Trupele americane se mișcă rapid și reușesc să încercuiască unele dintre formațiile mai lente ale Rasei într-un inel de armură și să le distrugă. Omenirea înregistrează primul său succes major împotriva invadatorului din stele.
Pe măsură ce contraofensiva umană reușește să elibereze cea mai mare parte din nordul Illinoisului, Fleetlord Atvar și căpitanii Flotei de Cucerire încep să devină îngrijorați de progresul războiului. Când a început invazia, ei erau încrezători că superioritatea lor tehnologică va garanta o victorie rapidă, chiar și în fața puterii industriale umane în continuă dezvoltare. Deși a reușit să supună America de Sud, Africa și Australia, Rasa încă se confruntă cu o rezistență puternică în America de Nord, Europa și Asia la șase luni de la începutul atacului. Pe măsură ce luptele continuă, armamentul mai avansat al Rasei, cum ar fi rachete ghidate, rachete antitanc, crucișătoare de infanterie, killercraft-urile (avioanele de atac) și elicoptere, sunt distruse în număr tot mai mare. În timp ce armele simple, cum ar fi puști, gloanțe, obuze de artilerie și mortiere, pot fi produse în fabricile umane capturate, cu cât războiul continuă mai mult, cu atât decalajul tehnologic dintre Rasă și omenire se va micșora. Atvar este informat de către ofițerii săi de informații că vehiculele umane depind de petrol pentru combustibil și că atacarea rafinăriilor care procesează petrol ar putea reduce eficiența de luptă a armatelor umane. Atvar ordonă un atac aerian asupra câmpurilor petroliere românești de la Ploiești, dar bombardamentul are un succes limitat și Rase pierde un killercraft valoros.
Pe măsură ce anul 1942 se termină, Patton și Bradley își mută forțele în Bloomington, iar Jens Larssen ajunge la Chicago unde găsește orașul în ruine. Își croiește drum printre dărâmături, întâlnește o populație civilă în dezordine și se îndreaptă la Universitatea din Chicago. Acolo, Larssen află că laboratorul de metalurgie a fost evacuat și mutat la Denver. La fel ca și războiul, drumul lui Larssen nu s-a terminat nici pe departe.

## Personaje

### Umane
- Mordechai Anielewicz, Anielewicz, împreună cu alți evrei polonezi, este eliberat de ocupația nazistă de către Rasă. În urma salvării, Anielewicz se confruntă cu dilema agonizantă între a se alătura Rasei împotriva Germaniei naziste sau a lupta împotriva Rasei, un act care i-ar face aliați ai naziștilor.
- George Bagnall, inginer Royal Air Force
- David Goldfarb, operator de radar Royal Air Force
- Lt.  Ludmila Gorbunova, pilot sovietic
- Colonel Leslie Groves
- Colonel Heinrich Jäger
- Jens Larssen
- Moishe Russie
- Otto Skorzeny
- Sam Yeager
- Liu Han

### Rasa
- Fleetlord Atvar: Comandantul Flotei de Cucerire
- Flight Leader Teerts: Un pilot al Flotei de Cucerire. El se numără printre piloții avioanelor de luptă cu reacție care neutralizează rapid puterea aeriană umană în primele zile ale invaziei.
- Straha: Un Shiplord (căpitan de navă) care se opune vocal strategiilor lui Atvar.
- Ussmak: Un pilot al echipajului unui crucișător din Flota de Cucerire.

### Alte personaje istorice
- Tadeusz Bór-Komorowski
- Winston Churchill
- Adolf Hitler
- Cordell Hull
- George Marshall
- Veaceslav Molotov
- George S. Patton
- Joachim von Ribbentrop
- Leó Szilárd
- Hans Thomsen
- Shigenori Tōgō
- Walter Henry Zinn

## Teme literare
Turtledove abordează scenariul științifico-fantastic al romanelor seriei Worldwar concentrându-se mai puțin pe elementele tehnologice și fantastice care sunt de obicei asociate cu genul. În schimb, el arată mai multă preocupare pentru rolul unor lucruri mai banale, cum ar fi repercusiunile politice ale unei alianțe între puterile aliate și cele ale Axei, impactul pe care îl are prezența creaturilor extraterestre asupra societății umane și modurile în care războiul este paradoxal o piedică în calea civilizației și, în același timp, un catalizator pentru progresul civilizației.
O atenție deosebită este acordată dilemei profunde cu care se confruntă evreii atât în Polonia, cât și în Palestina. Invadatorii, prin debarcarea lor pe planetă în 1942, opresc Holocaustul în curs și închid Auschwitzul pentru care evreii ar trebui să fie recunoscători, dar colaborarea lor cu invadatorii reptilieni i-ar face pe evrei trădători ai umanității.

## Istoria publicării
- 1994, USA, Del Rey ISBN: 0-345-38241-2, Pub date 3 January 1994, Hardback
- 1995, USA, Del Rey ISBN: 0-345-38852-6, Pub date February 1995, Paperback

Traduceri
- în italiană: "Invasione: anno zero" ("Invazie: anul zero"), 1995;  Editrice Nord (Narrativa Nord #57)[6]
- în rusă: "Флот вторжения" ("Flota de invazie"), 2003